# کوک‌کرفت (دهانه)
کوک‌کرفت یک دهانه برخوردی در ماه‌ است.

## دهانه‌های اقماری
این دهانه ۱ دهانه اقماری دارد.
| Cockcroft | عرض جغرافیایی | طول جغرافیایی | قطر          |
| --------- | ------------- | ------------- | ------------ |
| N         | ۲۹.۱° N       | ۱۶۳.۷° W      | ۵۶.۰ کیلومتر |